# 林烴
林 烴（りん けい、1540年 - 1616年）は、明代の官僚。字は貞燿。本貫は福州府閩県。

## 生涯
林庭機の次男として生まれた。1562年（嘉靖41年）、進士に及第した。戸部主事に任じられ、広西副使として出向した。1580年（万暦8年）、兄の林燫が死去すると、林烴は暇乞いをして帰郷した。1598年（万暦26年）5月、太僕寺少卿となった。1604年（万暦32年）8月、南京太僕寺卿に進んだ。1606年（万暦34年）8月、南京大理寺卿に転じた。のちに刑部右侍郎に抜擢された。鉱税の禍について上疏し、逮捕された諸臣の釈放を求めたが、万暦帝の返答はなかった。1606年（万暦39年）8月、南京工部尚書となった。致仕した。1616年（万暦44年）1月、死去した。享年は77。